# Jeu de tir à la première personne
Pour les articles homonymes, voir FPS.

Exemple d'une partie de FPS, avec la version pour téléphone mobile de S.T.A.L.K.E.R.

Le jeu de tir à la première personne (en anglais FPS pour first-person shooter) ou en vue subjective, aussi appelé Doom-like est un genre de jeu vidéo de tir fondé sur des combats en vision subjective (« à la première personne »), c'est-à-dire que le joueur voit l'action à travers les yeux du protagoniste.

## Description
C'est un sous-genre du jeu d'action qui partage des traits communs avec les autres genres de jeux de tirs, tels que le jeu de tir à la troisième personne ou le jeu de tir au pistolet. Depuis la création du genre, le jeu de tir à la première personne a été marqué par la naissance et l'évolution des graphismes en trois dimensions grâce aux progrès du matériel informatique, ainsi que l'évolution du jeu multijoueur et du sport électronique[réf. nécessaire].
Les deux premiers jeux de tir à la première personne sont Maze War et Spasim sortis en 1974. MIDI Maze, en 1987, introduit le jeu multijoueur en réseau local et devient le premier jeu de tir à la première personne sur console de jeux vidéo[réf. nécessaire].
Wolfenstein 3D est généralement crédité d'avoir créé en 1992 les mécanismes du genre, sur lesquels les jeux suivants seront basés. Doom, en 1993, popularise le genre auprès du grand public et deviendra l'un des jeux de tir à la première personne les plus influents. Half-Life, en 1998, renforce la narration et les éléments de puzzle. GoldenEye 007, en 1997, est le premier jeu de tir à la première personne majeur sur console de jeux vidéo, suivi de la série Halo qui prouvera l'intérêt critique et commercial du genre sur console[réf. nécessaire].

## Définition
Le jeu de tir à la première personne est un genre de jeu vidéo de tir en trois dimensions, présentant une vue à la première personne, c'est-à-dire que le joueur voit l'action à travers les yeux du protagoniste. Il est opposé au jeu de tir à la troisième personne qui montre le protagoniste de dos, permettant au joueur de voir le personnage qu'il contrôle. La composante principale de ce type de jeu est le combat, généralement à l'arme à feu. Il se distingue du jeu de tir au pistolet, où l'action se déroule à la première personne, mais où le joueur ne dirige pas les mouvements du protagoniste et utilise un pistolet optique à la place d'une manette de jeu conventionnelle. Il se distingue également des jeux de tir tactique, qui bien qu'à la première personne, sont plus réalistes et demandent du travail d'équipe et de la stratégie pour gagner ; le joueur y est souvent accompagné par une équipe de personnages sous ses ordres et contrôlés par l'ordinateur,.
Le jeu de tir à la première personne est aujourd'hui considéré comme un genre distinct en soi, mais il est aussi un sous-genre du jeu d'action. À la suite de la sortie de Doom en 1993, les jeux de ce genre étaient appelés des « Doom-like », puis cette expression fut communément remplacée par « first-person shooter » (« jeu de tir à la première personne » en français),. Wolfenstein 3D, sorti en 1992, est généralement crédité d'avoir inventé le genre, même si depuis, les critiques ont identifié des similarités du genre dans Maze War et Spasim, deux jeux développés en 1973. Il y a aussi des désaccords concernant les éléments qui constituent un jeu de tir à la première personne. Par exemple, Deus Ex et Vampire: The Masquerade - Bloodlines sont parfois considérés comme des jeux de tir à la première personne, mais ils sont aussi considérés comme des jeux de rôle car ils empruntent beaucoup à ce genre.

## Mécanismes du genre
Comme la plupart des jeux de tir, les jeux de tir à la première personne implique un avatar, une ou plusieurs armes à distance et un nombre variable d'ennemis. En prenant place dans un environnement en trois dimensions, ces jeux ont tendance à être plus réalistes que les jeux de tir en deux dimensions, et ont des représentations plus précises de la gravité, de la lumière, du son et des collisions. Les jeux de tir à la première personne sur ordinateur sont le plus souvent joués avec un clavier et une souris. Cette combinaison de contrôleur est classiquement considérée comme plus précise que les manettes des consoles de jeux vidéo, qui utilisent généralement deux sticks analogiques, un pour se déplacer et un pour viser,. Il est courant que les mains et les armes du personnage soient affichées au milieu de l'écran et qu'un système d'affichage tête haute montrant des détails sur la santé, les munitions... soit placé dans les coins de l'écran. Il est souvent possible d'afficher une carte des environs en superposition du reste de l'écran.

### Combat et armes

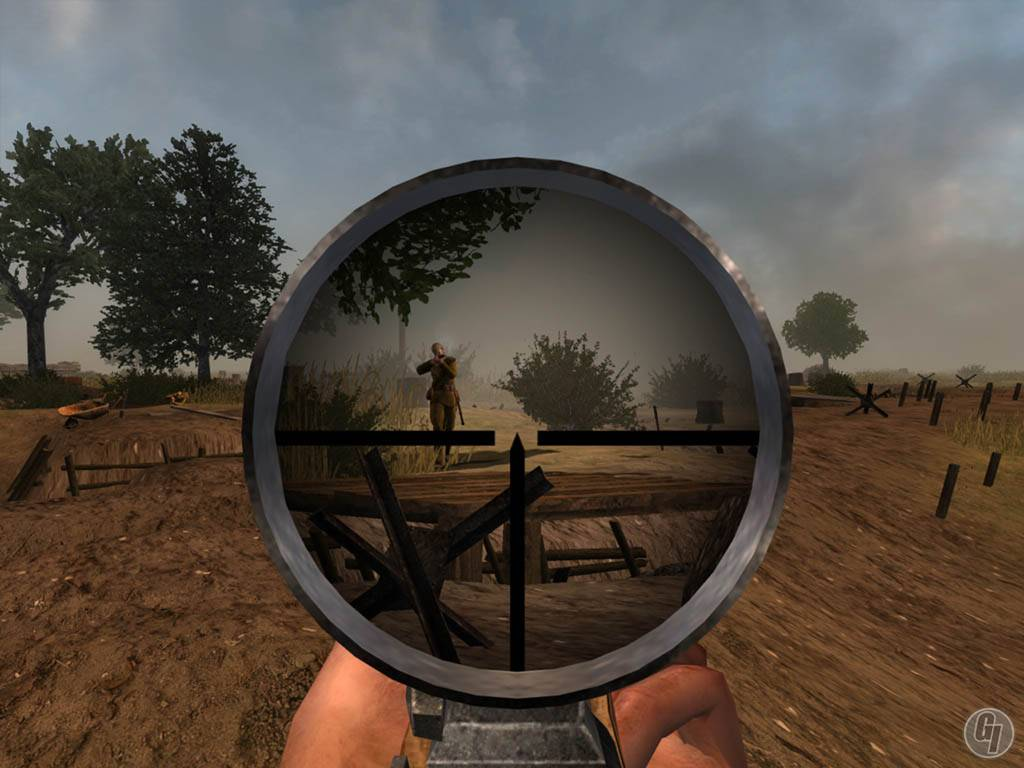
Le fusil de précision, une arme récurrente dans les jeux de tir à la première personne, comme ici dans Red Orchestra.

Les jeux de tir à la première personne se concentrent souvent sur l'action, avec des échanges de tir rapides et sanglants, même si certains mettent davantage l'accent sur la narration et la résolution d'énigmes et de puzzles. En plus du tir, le combat de mêlée est parfois utilisé. Dans certains jeux, les armes de mêlée sont particulièrement puissantes en récompense des risques pris par le joueur pour manœuvrer au corps à corps avec l'ennemi. Dans d'autres situations, les armes de mêlée sont moins efficaces mais néanmoins nécessaire en dernier ressort.
Ces jeux donnent généralement aux joueurs un choix d'armes diverses, influençant la manière dont le joueur jouera au jeu. Certains ont des modèles très réalistes d'armes réelles, y compris dans leur cadence de tir, la taille de leurs munitions et leur précision. Cependant, ils permettent aux joueurs de porter et d'utiliser toutes ces armes sans réduire la vitesse ou la mobilité du personnage. Ainsi, le niveau de réalisme varie souvent entre les différents éléments d'un même jeu. Le joueur peut généralement recharger ses armes ou se soigner grâce à des items tels que des chargeurs ou des trousses de secours sur lesquels il doit simplement marcher. Certains jeux permettent aussi d'accumuler des points d'expérience, comme dans les jeux de rôle, pour débloquer de nouvelles armes et compétences.
Certains jeux multi-joueurs proposent de choisir une classe de personnage, avec une fonction différente telle qu'éclaireur ou ingénieur, avec des aptitudes et équipements différents[réf. nécessaire].

### Environnements et thématiques
Les jeux de tir à la première personne peuvent être composés de niveaux, comme la plupart des jeux vidéo, ou bien utiliser la technique de la narration continue pour que le joueur ne quitte jamais la vue à la première personne. Certains jeux utilisent un monde ouvert qui peut être exploré librement. Dans les jeux vidéo de tir à la première personne, le joueur peut interagir avec l'environnement à des degrés divers, allant d’interactions basiques comme ouvrir une porte à la résolution d'énigmes basée sur plusieurs objets interactifs. L'environnement peut aussi être destructible à des degrés divers : un élément récurrent est l'utilisation de bidons d'essence, que le joueur peut faire exploser en tirant dessus pour tuer les ennemis avoisinant. D'autres jeux offrent des environnements entièrement destructibles permettant de nombreux effets visuels.
Les univers des jeux de tir à la première personne exploitent souvent les mêmes thèmes : la science-fiction et l'histoire (particulièrement la Seconde Guerre mondiale et les guerres modernes), avec des antagonistes tels que des extraterrestres, des zombies, des monstres, des terroristes et des militaires. Les jeux offrent souvent plusieurs degrés de difficultés : dans les modes difficiles, les ennemis sont plus nombreux, plus intelligents et font plus de dégâts que dans les modes faciles.

### Jeu multijoueur

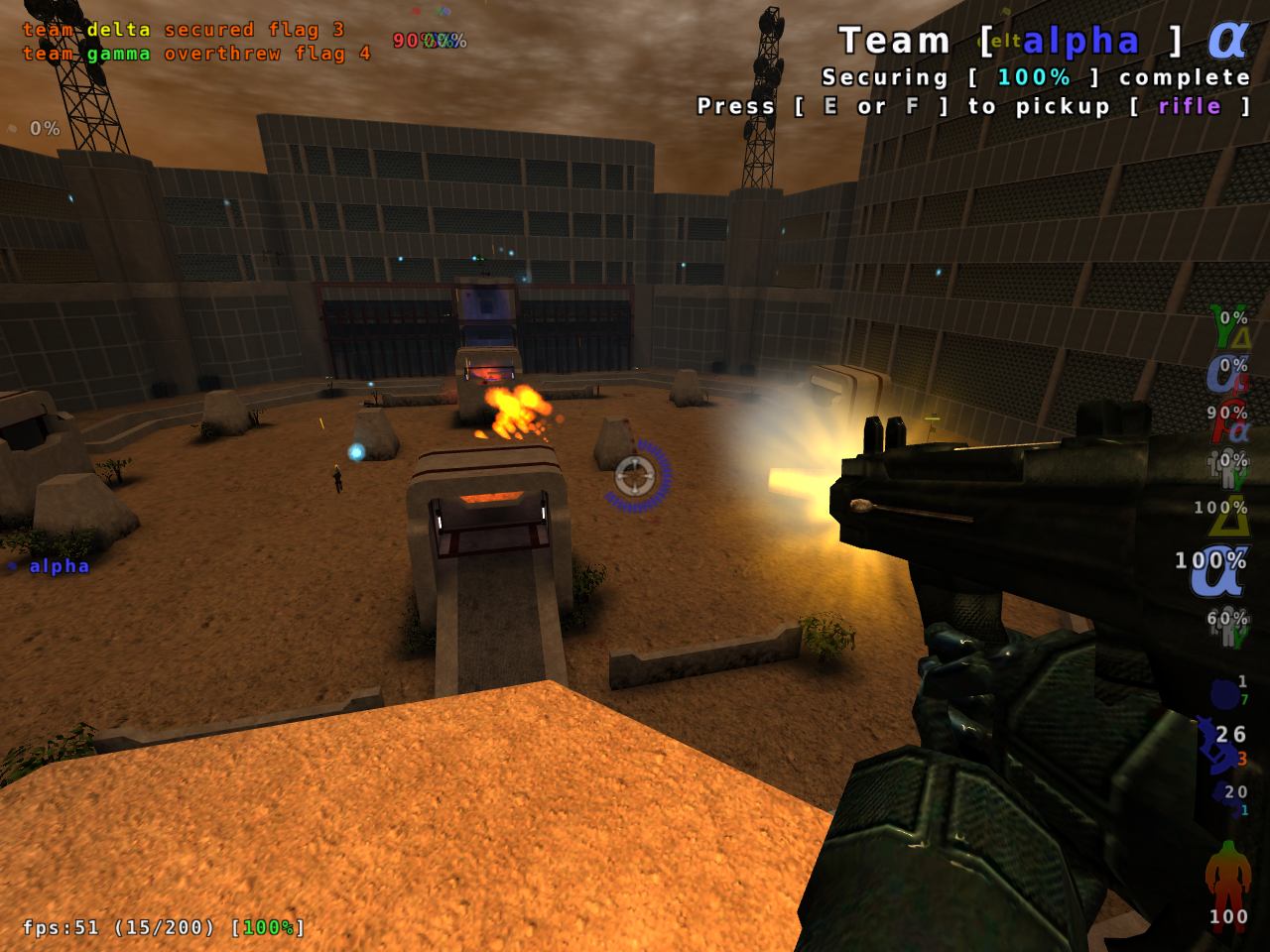
Une partie de Capture du drapeau sur le jeu Blood Frontier.

Les jeux de tir à la première personne peuvent proposer un ou plusieurs modes multijoueur utilisant des niveaux spécialisés. Certains jeux sont conçus spécifiquement pour le multijoueur, lesquels ont souvent un mode solo très limité où le joueur se bat contre des bots contrôlés par l'ordinateur. D'autres jeux proposent aux joueurs de choisir entre plusieurs classes de personnage, chacune ayant ses propres forces, faiblesses, équipements et rôle dans l'équipe. Certains jeux permettent aussi à des milliers de joueurs de se battre dans des mondes persistants, il s'agit alors de MMOFPS.
Les jeux multijoueurs proposent principalement deux sortes de multijoueur : le jeu coopératif et l'affrontement entre joueurs. Il existe plusieurs sortes de matchs, les plus courants étant le match à mort (« deathmatch »), où les joueurs accumulent des points en tuant les autres joueurs, et la capture du drapeau (« capture the flag »), où chaque équipe doit pénétrer dans la base adverse, capturer le drapeau et retourner dans sa propre base tout en empêchant l'équipe adverse de faire de même.

### Variations et subtilités
Force est de constater que les jeux de tir à la première personne se sont fortement diversifiés. Souvent mêlés à d'autres genres (au RPG dans Deus Ex ou à la simulation dans ArmA par exemple), il est devenu très hétéroclite. Cependant, il existe également deux grands types de FPS « pur » : les jeux de tir à la première personne rapide (fast-FPS) et les jeux de tir à la première personne modernes (modern-FPS).[réf. souhaitée]
Les FPS de la première catégorie sont les jeux dans la lignée des Doom, Quake ou Unreal. Ils sont caractérisés par une vitesse de déplacement très rapide, des armes variées et par une construction complexe des niveaux dans le mode monojoueur. Dans la seconde catégorie sont rangés des jeux tels que les Call of Duty ou les Battlefield. Ils sont caractérisés par une vitesse de déplacement assez lente, une jouabilité se rapprochant du réalisme et une utilisation abondante de déclencheurs (scripts) dans le mode monojoueur[réf. nécessaire].
Les modern-FPS sont souvent décriés par les communautés à tendance geek, critiquant une jouabilité requérant moins d'habileté et un certain goût pour la facilité de la part des développeurs (aussi bien dans l'élaboration du mode monojoueur que dans un manque éventuel d'innovation du mode multijoueur). Les fast-FPS sont, quant à eux, parfois méprisés par les communautés de joueurs plus casual à cause de leur dimension plus austère et de la grande difficulté qui peut naître de la rencontre de joueurs nouveaux avec des joueurs habitués au jeu depuis leur sortie (souvent lointaine)[réf. nécessaire].

## Histoire

### Débuts (1973-1992)
La date de création du premier jeu de tir à la première personne n'est pas certaine, deux jeux s'en disputant la paternité, Maze War et Spasim. L'incertitude à ce sujet vient principalement du manque de dates précises pour le développement de Maze War que son principal développeur estime avoir débuté à l'été 1973. En revanche, le développement de Spasim est bien mieux documenté et a débuté au printemps 1974. Si Spasim est plutôt un simulateur de vol en vue subjective où les joueurs se tirent dessus dans des vaisseaux spatiaux, Maze War se rapproche plus des futurs jeux de tir à la première personne.
Alors que le but initial du jeu est de trouver son chemin dans un dédale de couloirs affiché en perspective fixe, l'un des développeurs a l'idée de connecter deux machines en série pour permettre à plusieurs joueurs d'évoluer dans le labyrinthe. Rapidement, l'idée de permettre aux joueurs de se tirer dessus est intégrée et le jeu est programmé pour fonctionner en réseau afin que plusieurs ordinateurs puissent jouer ensemble. Toutefois, Maze War et Spasim n'étant pas disponibles à la vente, le premier jeu commercialisé s'intitule Battlezone, une simulation de chars de combats sortie en 1980 sur borne d'arcade, présentant pour la première fois des graphismes en trois dimensions grâce à des modèles en fils de fer non texturés et des images vectorielles,,. Ce jeu sort ensuite sur ordinateur personnel en 1983 et connut un succès de masse. Le titre marque aussi un premier rapprochement entre l'industrie du jeu vidéo et l'armée américaine.
Puis de nombreux jeux d'arcade ont vu le jour, présentant les prémices des actuels jeux de tir à la première personne. Ainsi, en 1975 sort Interceptor, un jeu qui utilise un joystick à 8 directions pour déplacer un pointeur et viser des avions. En 1980, Space Tactics de Sega utilise un viseur qui tire des lasers affichant des effets 3D et qui, au lieu de se déplacer sur l'écran, reste fixe pour permettre à tout l'écran de bouger. Des jeux similaires sont sortis tels que Space Seeker en 1981, Star Trek et SubRoc-3D en 1982. La même année vit la sortie sur l'ordinateur Apple II d'Horizon V, qui présentait l'une des premières mini-cartes, et de Zenith, qui permettait au joueur de faire des rotations sur lui-même. Ces deux jeux ont été conçus par Nasir Gebelli, qui influencera plus tard John Romero.
En 1984, sort sur MSX le jeu de mecha Ginga Hyoryu Vifam, qui proposent de l'exploration de monde ouvert, avec une mini-map indiquant la position des ennemis, ainsi qu'un moteur physique grâce auquel des champs gravitationnels peuvent attirer le joueur. En 1985, sort Star Luster sur Famicom et borne d'arcade, permettant au joueur de parcourir un monde ouvert avec six degrés de liberté. En 1986, sort Kidō Senshi Z Gundam: Hot Scramble sur NES, un jeu qui affiche l'arme du joueur sur l'écran et permet au joueur de verrouiller ses ennemis pour leur tirer dessus. La même année, le simulateur de vol de combat Lock-On permet lui-aussi de verrouiller des cibles. Sur borne d'arcade et Master System, la société japonaise Seibu Kaihatsu sort Empire City: 1931 en 1986, qui propose une touche pour dévier les balles ennemies, et Dead Angle en 1988, qui permet au joueur de s'accroupir pour esquiver les attaques ennemies.
En 1987, sort MIDI Maze, l'un des premiers jeux de l'Atari ST. Comme Maze War, il s'agit d'un jeu de labyrinthe à la première personne, avec des personnages ressemblant à Pac-Man,. Il est le premier jeu sur un ordinateur personnel à proposer du multijoueur en réseau local jusqu'à 16 joueurs, grâce à l'interface MIDI de l'Atari ST,. C'est également le premier jeu de tir à la première personne à proposer un mode de jeu match à mort, aujourd'hui présent sur la plupart des jeux du genre. Ensuite renommé Faceball 2000, le jeu est porté en 1991 sur plusieurs machines, dont la Game Boy et la Super Nintendo, ce qui en fait le premier jeu de tir à la première personne sur machine portable, sur console et multiplate-forme. Un autre exemple de jeu console et multiplate-forme est Star Cruiser sorti sur NEC PC-8801 en 1988 et porté sur Mega Drive en 1990,. Star Cruiser est un jeu innovant qui introduit l'utilisation de graphismes en 3D polygonal et d'éléments de jeu de rôle. La même année, Golgo 13: Top Secret Episode propose quelques niveaux à la première personne où le joueur utilise la lunette d'un fusil de précision pour assassiner des ennemis à longue distance.
En 1990, The Super Spy de SNK, qui sort sur borne d'arcade et Neo-Geo AES, est un jeu de tir à la première personne avec des éléments de beat them all, qui affiche les bras et les armes du protagoniste sur l'écran,. Core Design propose en 1990 également un jeu nommé Corporation sur Amiga d'abord, puis sur PC, Atari ST et Mega Drive, dans lequel on retrouve de nombreux éléments des jeux de tirs à la première personne, notamment l'utilisation de la 3D en temps réel combiné à l'utilisation de lumières dynamiques. En 1991, Silent Debuggers de Data East est un jeu sur PC-Engine qui propose au joueur de parcourir un dédale de couloirs, en déplaçant un viseur sur l'écran pour tuer des aliens.
En 1991, Hovertank 3D d'id Software est le premier jeu à utiliser la technique du raycasting, qui permet d'accélérer le calcul des images 3D et donc de rendre les jeux plus dynamiques. Un peu plus tard, les textures apparaîtront avec Ultima Underworld de Looking Glass Studios, un jeu de rôle sorti en 1992, qui présentaient une vue à la première personne et un moteur de jeu avancé. La même année, sort Legends of Valour d'US Gold, sur Amiga, Atari ST et PC, qui inspirera notamment Bethesda dans la création de son univers des Elder Scrolls. L'année d'avant, en voyant une démo d’Ultima Underworld, John Carmack s'exclame qu'il pourrait faire un moteur encore plus rapide (« I could write a faster texture mapper »), et ainsi motivé par cette démo, il développe Catacomb 3D publié à la fin de l'année 1991. Fort de l'expérience acquise avec Ultima, Looking Glass Studios développera par la suite les séries de jeux de tir à la première personne System Shock et Dark Project.

### Popularisation du genre (1992-1995)
En 1992, Wolfenstein 3D, développé par John Romero, John Carmack et Tom Hall au sein de la société id Software, connaît un succès instantané et est généralement crédité d'avoir créé les mécanismes du genre, sur lesquels reposent les jeux de tir à la première personne actuels,,. Il innove le genre sur ordinateur personnel grâce à une formule mêlant avec succès le rythme rapide et les réflexes des jeux d'action sur borne d'arcade, tels que Space Invaders, Pac-Man ou Altered Beast, qui opposent le joueur à de nombreuses vagues d'ennemis de plus en plus rapides et complexes, et la vision subjective des jeux de rôle traditionnels tel que Sorcellerie, pour fournir au joueur une expérience immersive,. Wolfenstein 3D a initié le déclin des jeux de tir 2D à défilement parallaxe au profit des jeux 3D en vue à la première personne. Malgré l'extrême violence du jeu, Wolfenstein échappe à la controverse générée l'année suivante par Doom, bien qu'il soit interdit en Allemagne en raison de l'utilisation de l'iconographie Nazie.
Apogee Software, l'éditeur de Wolfenstein 3D, profite du succès pour sortir Blake Stone: Aliens of Gold en 1993. Le jeu est bien reçu par le public, mais les ventes déclinent rapidement, dans le sillage du succès de Doom qui sortira la semaine suivante.
En 1993, sort Doom sous une licence shareware. Le nouveau jeu d'id Software affine le modèle de Wolfenstein 3D, en y ajoutant des textures de meilleures qualités, des variations de hauteur (telles que les escaliers que le joueur peut grimper), des variations de lumière et un environnement 3D plus crédible que les niveaux répétitifs de Wolfenstein. Doom propose aussi un mode de jeu multijoueur jusqu'à quatre joueurs dont le nom, « match à mort », rentrera ultérieurement dans le lexique du jeu vidéo. Le jeu devient si populaire en multijoueur qu'il est interdit durant les heures de travail par certaines entreprises dont le réseau se retrouvait obstrué. Doom est considéré comme l'un des plus importants jeu de tir à la première personne de l'histoire du jeu vidéo, qui a été influent non seulement pour le genre mais également pour le jeu vidéo tout entier. Depuis sa sortie, le jeu est porté sur presque toutes les plates-formes : ordinateurs, consoles de salon, consoles portable, téléphones, etc.. Bien que la violence gore, l'humour noir et l'imagerie infernale du jeu soient acclamés par la critique, ils suscitent également la controverse chez certaines associations, notamment religieuses, qui étiquettent le jeu de « simulateur de meurtre ».
En 1995, Star Wars: Dark Forces est le premier FPS véritablement codé en 3D (la dimension verticale n'ayant alors pas été codée dans les précédents jeux du genre) et donc à inclure la visée verticale (lever la tête), le fait de s'accroupir et de sauter,,,,.

### Montée des graphismes 3D (1995-1999)
En 1994, Exact crée le jeu Geograph Seal pour les ordinateurs personnels japonais Sharp X68000. Bien que resté obscur en occident, c'est un jeu en 3D isométrique avec des mécanismes de plateformes innovants avec des environnements en monde ouvert. L'année suivante, Exact réalise son successeur pour la PlayStation, Jumping Flash!, qui met plus d'importance sur les éléments de plateformes. Descent, est un vrai FPS en 3 dimensions réalisé par Parallax Software en 1995 dans lequel le joueur conduit un véhicule spatial à travers des grottes et des conduits d'usine. Il abandonne les sprites en faveur des polygones (en).
En 1996, peu de temps après la sortie de Duke Nukem 3D, id Software sort le alors très attendu Quake. Comme Doom, Quake fut un jeu très influent et pilier du genre, avec un rythme rapide, un univers très sanglant et entièrement en 3D. Il était centré sur le jeu en ligne et introduit plusieurs types de parties toujours présents dans les FPS actuels. C'était le premier FPS à contenir des clans de joueurs sur les réseaux internet (le concept existait alors dans les MUD), et il inspira les fameuses parties LAN telles que celles du QuakeCon. La popularité du jeu et son utilisation de graphisme 3D ont aidé l'industrie de la carte graphique à se développer, ; la possibilité de modification du jeu a attiré les joueurs voulant bricoler le jeu et créer leur propres modules.
En 1997, Rare développe et sort GoldenEye 007, basé sur le film GoldenEye de la saga James Bond, et qui devint, au moins du point de vue de 2004, la meilleure vente pour Nintendo 64 aux États-Unis. Il est le premier FPS majeur pour console et était surtout complimenté pour l'atmosphère des niveaux et la beauté des cartes multijoueurs. Il comprend un fusil de précision, la possibilité de faire des head-shots, et des éléments d'infiltration,, ; tout comme des éléments inspiré par Virtua Cop tels que recharger, les animations de réaction aux tirs, les pénalités pour avoir tué des innocents, et un système de pointage permettant aux joueurs de viser précisément un certain point de l'écran.
Bien qu'il ne soit pas le premier de son genre, Tom Clancy's Rainbow Six, sorti en 1998, lança la mode des FPS tactiques. Il comprend des missions en équipe avec des graphismes réalistes sur le thème de l'antiterrorisme, ce qui requiert qu'un plan soit mit en place entre les joueurs avant de faire la mission, un seul tir pouvant suffire à tuer un joueur,. Medal of Honor, sorti en 1999, annonça le genre de FPS se déroulant pendant la Seconde Guerre mondiale.
En 1998, Half-Life de Valve, basé sur le moteur graphique de Quake, fut un grand succès commercial,. Alors que les précédents FPS n'avaient pas d'intrigue forte, Half-Life marqua les joueurs par son scenario, bien que sans cinématiques. Il contient des innovations telles que les personnages non-joueurs alliés (déjà présents toutefois dans des jeux comme Strife) mais ne contient pas de power-ups dans le sens commun du terme. Half-Life a été salué pour son intelligence artificielle réussie, la variété des armes et le souci du détail.
Également en 1998, Starsiege: Tribes était un jeu multijoueur en ligne permettant plus de 32 joueurs par partie. Son gameplay est basé sur la coopération avec différents rôles spécialisés. Le jeu était très populaire et a été imité plus tard par des jeux tels que la série des Battlefield. Quake III Arena de Id et Unreal Tournament de Epic, tous les deux sortis en 1999, étaient populaires pour leur mode en ligne mouvementé et accessible ; les deux jeux comprennent très peu de contenu pour joueur seul. Counter-Strike sortit également en 1999 basé sur un mod de Half-Life et sur le thème de l'antiterrorisme. Le jeu et sa version plus tardive, Counter-Strike: Source (2004), devint de loin le plus populaire des FPS en ligne, avec 90 000 joueurs jouant simultanément en ligne à chaque instant à l'époque de son apogée,.

### Quête du réalisme (depuis les années 2000)

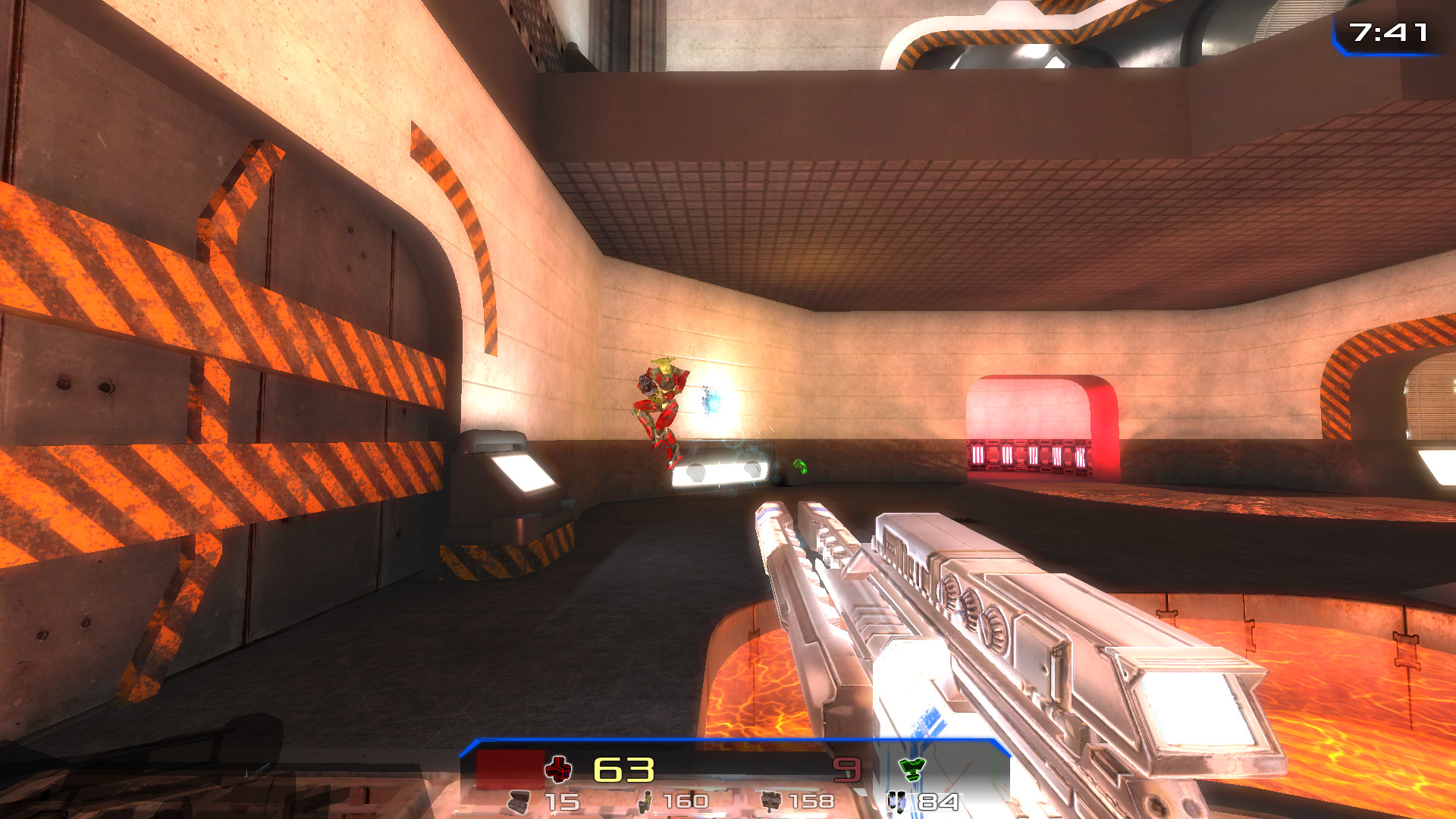
Une partie de FPS sur le jeu Xonotic.

En 2001, sort Halo: Combat Evolved sur la console Xbox, qui fait entrer le FPS dans une nouvelle ère, Halo démocratisant le genre FPS sur consoles. Le jeu fait une refonte considérable des codes jusque-là utilisés (Les armes sont ramassées ou échangées sur des ennemis abattus, les grenades sont lancées en appuyant sur une simple touche, etc.). De plus, le jeu marque les esprits pour sa campagne futuriste scénarisée, l'intelligence artificielle des bots (ennemis contrôlés par l'ordinateur) très travaillée, ainsi que son multijoueur très compétitif.[réf. nécessaire][réf. nécessaire].
Depuis le début des années 2000, les jeux de tir à la première personne n'ont cessé d'améliorer leur réalisme, aussi bien sur le rendu graphique, les simulations physiques, ou les scénarios. En contrepartie, la consommation d'espace disque et de mémoire a grandement augmenté, et il n'est pas rare en 2013 de voir des jeux utiliser plusieurs dizaines de Go[réf. nécessaire].
L'amélioration du rendu graphique s'est faite progressivement, en utilisant des environnements et des textures de plus en plus détaillés, et surtout en exploitant les technologies les plus récentes des cartes graphiques, comme les shaders. Certains jeux se rapprochent du photoréalisme, comme ceux réalisés par le studio Crytek avec le moteur de jeu CryEngine : Far Cry, sorti en 2004 et surtout Crysis, sorti en 2007. Les lumières et les ombres, qui étaient auparavant pré-calculées et relativement basiques, gagnent en réalisme, notamment avec Doom 3, l'un des premiers jeux utilisant un éclairage calculé en temps réel[réf. nécessaire].
Une autre avancée majeure concerne la simulation physique. En 2004, le très attendu Half-Life 2, développé par Valve Corporation, utilise le moteur physique Havok et permet au joueur d’interagir avec l'environnement grâce au pistolet anti-gravité, qui est capable d'attirer et de repousser des objets du décor[réf. nécessaire].
En 2007, Portal, également développé par Valve, introduit le portal gun, un générateur de portails qui permet de jouer avec les règles de la physique dans un environnement 3D. L'amélioration des moteurs physiques augmente l'interactivité entre le joueur et l'environnement. Certaines parties des décors peuvent être détruites ou modifiées. Les véhicules deviennent un élément incontournable de ce genre de jeu[réf. nécessaire].
En 2012, sort Counter-Strike: Global Offensive qui devient majoritaire sur le marché des FPS avec des pics de joueurs allant jusqu’à 500 000 voire 1 million de joueurs connectés à la fois.
En juin 2020, après deux mois de bêta fermée Valorant est disponible en free-to-play sur PC. Pour Riot Games, ce titre marque son arrivée dans un nouveau genre de jeu compétitif après 10 ans de League of Legends.